# Фридрих VI (Баден-Дурлах)
Вижте пояснителната страница за други личности с името Фридрих VI.
Фридрих VI фон Баден-Дурлах (на немски: Friedrich VI von Baden-Durlach; * 16 ноември 1617, дворец Карлсбург, Дурлах; † 10 или 31 януари 1677, дворец Карлсбург) е от 1659 г. до смъртта си маркграф на Баден-Дурлах.

## Живот
Той е най-възрастният син на маркграф Фридрих V фон Баден-Дурлах (1594 – 1659) и съпругата му Барбара фон Вюртемберг (1593 – 1627), дъщеря на херцог Фридрих I (херцог на Вюртемберг).
През 1663 г. той участва като генерал във войната против турците, организирана от император Леополд I.

## Фамилия
Фридрих VI се жени на 30 ноември 1642 г. за Кристина Магдалена фон Пфалц-Цвайбрюкен-Клеебург (* 15 май 1616, † 4 август 1662), дъщеря на пфалцграф Йохан Казимир фон Пфалц-Цвайбрюкен-Клеебург. Те имат децата:
- Фридрих Казимир (1643 – 1644)
- Христина (1645 – 1705), омъжена за маркграф Албрехт фон Бранденбург-Ансбах (1620 – 1667) и за Фридрих I от Саксония-Гота (1646 – 1691)
- Елеонора Катарина (*/† 1646)
- Фридрих Магнус VII (1647 – 1709), маркграф на Баден-Дурлах
- Карл Густав (1648 – 1703), генерал
- Катарина Барбара (1650 – 1733)
- Йохана Елизабет (1651 – 1680), омъжена за маркграф Йохан Фридрих фон Бранденбург-Ансбах (1654 – 1686)
- Фридерика Елеонора (*/† 1658)

Фридрих VI има след смъртта на съпругата му извънбрачна връзка с Йохана Байер фон Зендау, (1636 – 1699), техните деца стават фрайхерен фон Мюнзесхайм:
- Фридрих, († 1678), фрайхер фон Мюнзесхайм
- Йохан Бернхард (1669 – 1734), фрайхер фон Мюнзесхайм